# Ferdinand Röse
Johann Anton Ferdinand Röse (* 27. September 1815 in Lübeck; † 27. November 1859 in Kruft) war ein deutscher Dichter und Philosoph.

## Leben
Röse war Sohn eines Lübecker Getreidemaklers. Er besuchte das Katharineum zu Lübeck und war dort Schulkamerad des späteren Dichters Emanuel Geibel und 1835/36 auch Klassenkamerad von Theodor Storm, den er in die neuere deutsche Literatur einführte. Zu beiden entwickelte sich während der Lübecker Schulzeit eine lebenslange Freundschaft. Für diese Zeit wird er dem Umfeld der Jung-Lübeck genannten Erneuerungsbewegung zugerechnet. Röse studierte von 1836 bis 1840 Philosophie und Kunstgeschichte an den Universitäten in Berlin, Basel und München. Danach versuchte er zunächst als Dozent in Basel und von 1847 bis 1849 an der Universität Tübingen den vergeblichen Einstieg in eine philosophische Lehrtätigkeit als Hochschullehrer. Diese Anerkennung blieb ihm versagt, und er widmete sich einem schriftstellerisch produktiven, aber insgesamt eher wenig glücklichen Leben als Privatgelehrter und Volksschriftsteller in Stuttgart, Augsburg und Berlin. So war er ab 1849 Redakteur der Stuttgart Revolutionszeitung „Laterne“, die von 1848 bis 1849 erschien. Die letzten Jahre verbrachte er, von Krankheit gezeichnet, in ärmlichen Verhältnissen lebend am Rhein, wo er an den Folgen eines Blutsturzes verstarb.

## Schriften
- Die Erkenntnisweise des Absoluten. 1841
- Lübische Chronik. 1842
- Ideen von den göttlichen Dingen. 1847
- Die Psychologie als Einleitung zur Individualitätsphilosophie. 1856